# Misgurnus mizolepis
Misgurnus mizolepis és una espècie de peix de la família dels cobítids i de l'ordre dels cipriniformes.

## Morfologia
- Els mascles poden assolir 20 cm de llargària total.[5][6]

## Alimentació
És detritívor.

## Hàbitat
Viu en zones de clima subtropical.

## Distribució geogràfica
Es troba a la Xina., Taiwan i Corea